# El Socorro
El Socorro ist ein Dorf in Guárico, Venezuela, Verwaltungssitz des gleichnamigen Bezirks. Das Dorf hatte 14.049 Einwohner (2001-Zählung).

## Geschichte
Ende des achtzehnten Jahrhunderts hat der Kapitän Felix Bernabé Fernández Land von der spanischen Krone gekauft und eine Hacienda mit dem Namen El Socorro gegründet. Dieses Land war zuvor von Palenke-Indianern bewohnt.
Am 2. August 1816, während des Unabhängigkeitskrieges, fand in der Nähe die Quebrada-Honda-Schlacht statt. Die Unabhängigkeitsarmee unter Leitung des Generals Gregor MacGregor besiegte die Truppen der spanischen Regierung unter Leitung von Juan Neponuceno Quero. 

## Politik
Bürgermeister ist Omar Álvarez. Er ist Mitglied der Partei Vanguardia Bicentenaria Republicana (VBR).

## Bildung
Die UNEFA und die Sucre-Universität haben Zentren hier.

## Wirtschaft
Die Wirtschaft ist vorwiegend agrarisch. Mais, Sorghum, Soja, Bohnen, Zucker sind einige der Hauptprodukte.